# 2023年NBA總決賽
2023年NBA總決賽（英語：2023 NBA Finals）是2022–23 NBA賽季的冠軍系列賽，將由2023年6月1日至6月12日進行，由西區第一種子丹佛金塊對戰東區第八種子邁阿密熱火，比賽採用七戰四勝制2-2-1-1-1的形式，例行賽戰績較佳的丹佛金塊有多一場主場優勢。

## 賽事看點
- 丹佛金塊為1976-77 NBA賽季加入的4支ABA球队之一，並為隊史首次闖進總決賽，也如願奪得隊史首冠。
- 邁阿密熱火為4年2度闖進總決賽，並於今年以「老8傳奇」進入，且成為史上第二支闖進總決賽之老八，不過沒能成為首支「老8」奪冠隊伍。
- 2016年後，再次出現首支球隊（於5月22日）闖進總決賽時，系列賽的主場優勢仍未能立即確定，直到確定另一支晉級球隊（於5月29日）後，才得出總決賽的開打地點。
- 2021年後（1998年以來第三次），再度沒有西區球隊來自加利福尼亞州及德克薩斯州。

## 晉級總決賽之路
| 邁阿密熱火（東區聯盟冠軍）                                                           | 邁阿密熱火（東區聯盟冠軍） | 賽事       | 丹佛掘金（西區聯盟冠軍）                                    | 丹佛掘金（西區聯盟冠軍） |
| ------------------------------------------------------------------------------------ | -------------------------- | ---------- | ----------------------------------------------------------- | ------------------------ |
| 44勝-38敗（勝率 .537） 東南組第1名，東區第七名，全聯盟並列第11名                     | 例行賽                     | 例行賽     | 53勝-29敗（勝率 .646） 西北組第1名，西區第一名，全聯盟第4名 |                          |
| 首戰：105-116戰敗亞特蘭大老鷹 次戰：102-91戰勝芝加哥公牛，以東部第八種子，晉級季後賽 | 附加賽                     | 附加賽     | -                                                           |                          |
| 4-1擊敗密爾瓦基公鹿                                                                  | 第一輪                     | 第一輪     | 4-1擊敗明尼蘇達灰狼                                         |                          |
| 4-2擊敗紐約尼克                                                                      | 分區準決賽                 | 分區準決賽 | 4-2擊敗鳳凰城太陽                                           |                          |
| 4-3險勝波士頓塞爾提克                                                                | 分區決賽                   | 分區決賽   | 4-0擊敗洛杉磯湖人                                           |                          |

### 例行賽對戰
| 2022年12月30日 |

| 賽事回顧 |

| 邁阿密熱火 119–124 丹佛掘金 |

| 2023年2月13日 |

| 賽事回顧 |

| 丹佛掘金 112 –108 邁阿密熱火 |

## 賽事簡表
| 賽事   | 日期          | 客隊       | 比數    | 主隊       |
| ------ | ------------- | ---------- | ------- | ---------- |
| 第一場 | 2023年6月1日  | 邁阿密熱火 | 93–104  | 丹佛金塊   |
| 第二場 | 2023年6月4日  | 邁阿密熱火 | 111–108 | 丹佛金塊   |
| 第三場 | 2023年6月7日  | 丹佛金塊   | 109–94  | 邁阿密熱火 |
| 第四場 | 2023年6月9日  | 丹佛金塊   | 108–95  | 邁阿密熱火 |
| 第五場 | 2023年6月12日 | 邁阿密熱火 | 89–94   | 丹佛金塊   |

## 比賽概要

### 第一場
| 6月1日 8:30p.m. |

| 比賽數據 |

| 邁阿密熱火 93–104 丹佛金塊                                                    |  |                                                                                  |
| 每節分數： 20–29、22–30、21–25、30–20                                         |  |                                                                                  |
| 得分： 巴姆·阿德巴約（26） 篮板： 巴姆·阿德巴約（13） 助攻： 吉米·巴特勒（7） |  | 得分： 尼古拉·約基奇（27） 篮板： 尼古拉·約基奇（10） 助攻： 尼古拉·約基奇（14） |
| 金塊取得系列賽1–0領先                                                         |  |                                                                                  |

### 第二場
| 6月4日 8:00p.m. |

| 比賽數據 |

| 邁阿密熱火 111–108 丹佛金塊                                             |  |                                                                                |
| 每節分數： 26–23、25–34、24–26、36–25                                   |  |                                                                                |
| 得分： 加布·文森特（23） 篮板： 凱文·洛夫（10） 助攻： 吉米·巴特勒（9） |  | 得分： 尼古拉·約基奇（41） 篮板： 尼古拉·約基奇（11） 助攻： 賈邁爾·莫瑞（10） |
| 系列賽1–1平手                                                           |  |                                                                                |

### 第三場
| 6月7日 8:30p.m. |

| 比賽數據 |

| 丹佛金塊 109–94 邁阿密熱火                                                                  |  |                                                                                            |
| 每節分數： 24–24、29–24、29–20、27–26                                                       |  |                                                                                            |
| 得分： 賈邁爾·莫瑞（34） 篮板： 尼古拉·約基奇（21） 助攻： 尼古拉·約基奇、賈邁爾·莫瑞（10） |  | 得分： 吉米·巴特勒（28） 篮板： 巴姆·阿德巴約（17） 助攻： 馬克斯·斯特魯斯、凱爾·洛瑞（5） |
| 金塊取得系列賽2–1領先                                                                       |  |                                                                                            |

### 第四場
| 6月9日 8:30p.m. |

| 比賽數據 |

| 丹佛金塊 108–95 邁阿密熱火                                                 |  |                                                                                        |
| 每節分數： 20–21、35–30、31–22、22–22                                      |  |                                                                                        |
| 得分： 亞倫·高登（27） 篮板： 尼古拉·約基奇（12） 助攻： 賈邁爾·莫瑞（12） |  | 得分： 吉米·巴特勒（25） 篮板： 巴姆·阿德巴約（11） 助攻： 吉米·巴特勒、凱爾·洛瑞（7） |
| 金塊取得系列賽3–1聽牌                                                      |  |                                                                                        |

### 第五場
| 6月12日 8:00p.m. |

| 比賽數據 |

| 邁阿密熱火 89–94 丹佛金塊                                                   |  |                                                                               |
| 每節分數： 24–22、27–22、20–26、18–24                                       |  |                                                                               |
| 得分： 吉米·巴特勒（21） 篮板： 巴姆·阿德巴約（12） 助攻： 吉米·巴特勒（5） |  | 得分： 尼古拉·約基奇（28） 篮板： 尼古拉·約基奇（16） 助攻： 賈邁爾·莫瑞（8） |
| 金塊4–1擊敗熱火 奪得2023年NBA總冠軍                                         |  |                                                                               |

## 賽後
丹佛掘金夺冠后，球迷在丹佛市中心舉行庆祝活动，結果期間发生了两起枪击事件，导致至少11人中弹。
球迷還打算于6月15日上午10点舉行奪冠慶祝遊行，遊行起點和終點分別位於丹佛聯合車站和丹佛市政中心。游行前一小时會举行集会。

## 外部連結
- 2023年NBA總決賽官方網站 （页面存档备份，存于）（英文）